# Cynorkis perrieri
Cynorkis perrieri är en orkidéart som beskrevs av Rudolf Schlechter. Cynorkis perrieri ingår i släktet Cynorkis, och familjen orkidéer. Inga underarter finns listade i Catalogue of Life.